# Zellgehalt
Der Zellgehalt ist ein Qualitätskriterium für Milch. Er wird in Zellen je Milliliter angegeben. Bei Tieren mit Euterentzündung sind in erhöhtem Maße Körperzellen in der Milch zu finden, die auch als Milchzellen bezeichnet werden. 
Eutergesunde Tiere haben einen Zellgehalt von 20.000 bis 50.000 Zellen pro Milliliter, bei einer Mastitis liegt er oberhalb 100.000 Zellen pro Milliliter. Ein erhöhter Zellgehalt bewirkt auch eine Erhöhung der elektrischen Leitfähigkeit der Milch. Damit ist es möglich, euterkranke Tiere in Melkrobotern zu erkennen.